# Joe (Sänger)

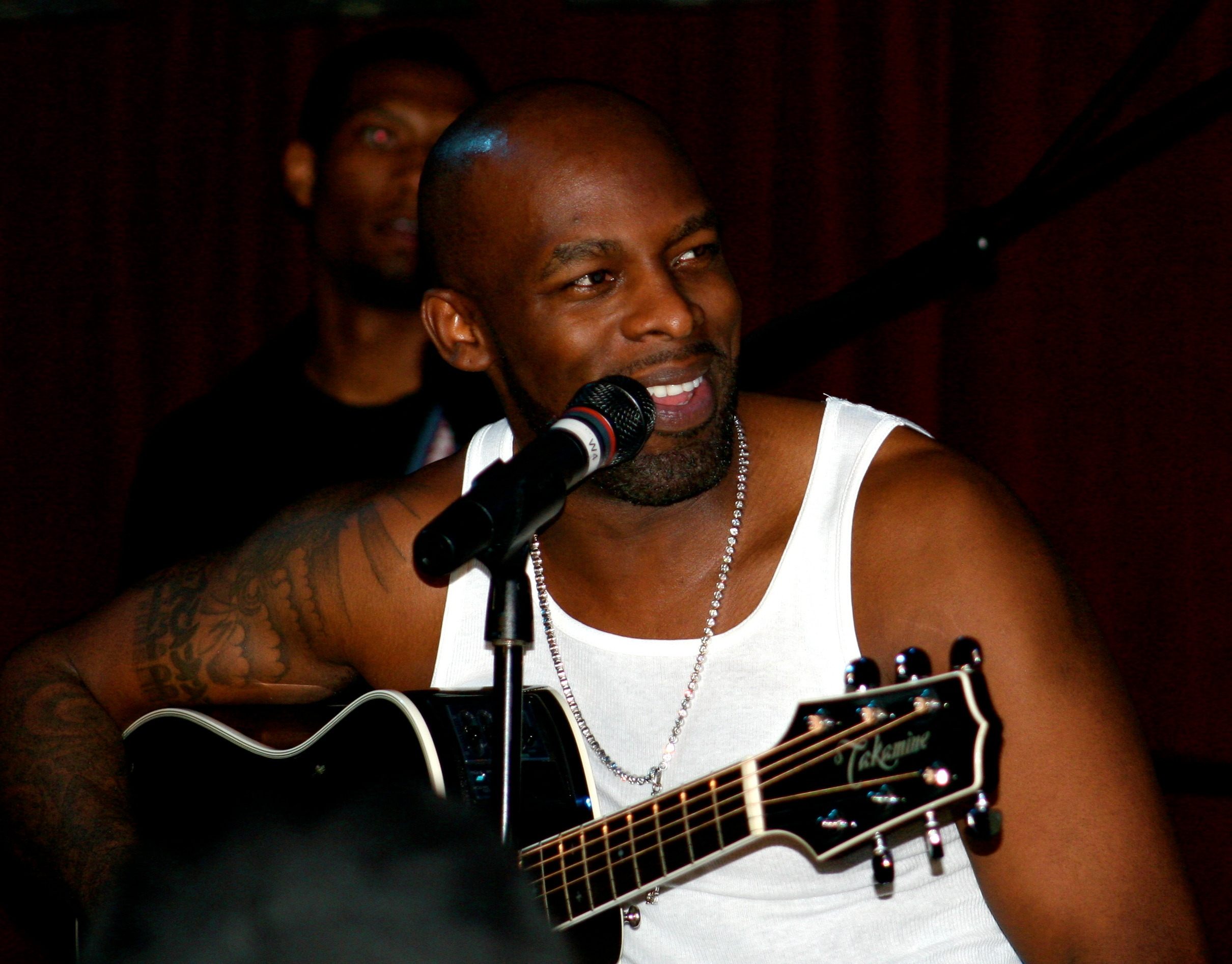
Joe (2011)

Joseph Lewis Thomas (* 5. Juli 1973 in Columbus, Georgia), bekannt als Joe, ist ein US-amerikanischer R&B-Sänger.

## Biografie
Joe Thomas wurde in Georgia geboren und wuchs in der Kleinstadt Opelika in Alabama auf. Er stammt aus einer Predigerfamilie und beteiligte sich an der Kirchenmusik als Chorsänger, Solist und auch als Chorleiter. Neben Gospel interessierte er sich aber auch für Soul und R&B. Nach der High School übernahm er Gelegenheitsjobs und trat nebenher auf. Um seine Musikkarriere voranzubringen, ging er nach New Jersey, wo er in einem Plattenladen arbeitete und wieder in der Kirche sang. Er lernte den Produzenten Vincent Herbert kennen und bewarb sich mit einem Demotape um einen Plattenvertrag. Er unterschrieb bei Polygram und veröffentlichte 1993 sein Debütalbum Everything. Es kam zwar auf Anhieb in die US-Albumcharts, verpasste aber die Top 100. Erfolgreicher war er in Großbritannien, wo er drei Singles in die Charts brachte, sein erster Hit I’m in Luv kam auf Platz 22.
In den folgenden Jahren wechselte er zu Jive Records und beteiligte sich an Soundtrack-Aufnahmen. Sein erster großer Erfolg war All the Things (Your Man Won’t Do) aus dem Film Hip Hop Hood, das sich eine halbe Million Mal verkaufte und 1996 die Top 10 knapp verpasste. Die nächste Gold-Single Don’t Wanna Be a Player, ebenfalls ein Filmsong (Booty Call), folgte im Sommer des Folgejahres und kündigte sein zweites Album All That I Am im Herbst an. Es erreichte Platz 13 und verkaufte sich über eine Million Mal.
Danach begann Joe auch für andere und mit anderen Musikern zu arbeiten. Er schrieb und produzierte für Newcomer, machte einen Remix für Tina Turner und Barry White von In Your Wildest Dreams und machte Aufnahmen mit Case und Mariah Carey. Mit ersterem hatte er den Top-10-Hit Faded Pictures, Thank God I Found You von Mariah wurde Anfang 2000 ein Nummer-eins-Hit in den USA. Dies wirkte auch positiv auf sein nächstes eigenes Album My Name Is Joe, das kurz darauf erschien. Es erreichte Platz 1 der R&B-Charts und verpasste knapp die Spitze der offiziellen Charts, mit mehr als 3 Millionen Verkäufen war es sein mit Abstand erfolgreichstes Album. Dazu trug auch der Song Stutter bei, der ihn zum zweiten Mal auf Platz 1 der Singlecharts brachte und seine dritte Goldsingle wurde. Es war auch sein international erfolgreichstes Lied und kam unter anderem in England in die Top 10 und in der Schweiz und Deutschland in die Top 20. Das Album und drei Songs, darunter allerdings nicht Stutter, brachten ihm außerdem vier Nominierungen bei den Grammy Awards 2000.
Damit hatte sich Joe als beliebter R&B-Interpreten etabliert. Die beiden folgenden Alben Better Days und And Then … landeten zwar nicht ganz vorne in den Charts, bekamen aber beide eine Goldauszeichnung und brachten noch einige Singlehits. Für Better Days bekam er auch noch drei weitere Grammy-Nominierungen. Beginnend mit Ain’t Nothin’ Like Me im Jahr 2007, seinem zweiten Nummer-eins-R&B-Album, folgte bis 2013 eine Serie von fünf Top-10-Alben. Gleichzeitig ließ aber der Erfolg in den Singlecharts nach und If I Was Your Man war 2007 mit Platz 84 sein letzter Singlehit in den US-Hot-100. Umgekehrt verhielt es sich in Großbritannien, wo die Alben nicht mehr in die Charts kamen, sich bis 2011 aber noch zahlreiche Songs platzieren konnten. 2014 und 2016 veröffentlichte er die Alben Bridges und My Name Is Joe Thomas, die auch nach einer mehr als 20-jährigen Karriere noch ein großes Publikum fanden und Top-20-Platzierungen erreichten.

## Diskografie

### Studioalben
| Jahr | Titel                            | Höchstplatzierung, Gesamtwochen, AuszeichnungChartplatzierungen (Jahr, Titel, Platzierungen, Wochen, Auszeichnungen, Anmerkungen) | Höchstplatzierung, Gesamtwochen, AuszeichnungChartplatzierungen (Jahr, Titel, Platzierungen, Wochen, Auszeichnungen, Anmerkungen) | Höchstplatzierung, Gesamtwochen, AuszeichnungChartplatzierungen (Jahr, Titel, Platzierungen, Wochen, Auszeichnungen, Anmerkungen) | Höchstplatzierung, Gesamtwochen, AuszeichnungChartplatzierungen (Jahr, Titel, Platzierungen, Wochen, Auszeichnungen, Anmerkungen) | Anmerkungen                              |
| Jahr | Titel                            | DE | UK | US | R&B | Anmerkungen                              |
| ---- | -------------------------------- | --- | --- | --- | --- | ---------------------------------------- |
| 1993 | Everything                       | — | UK53 (2 Wo.)UK | US105 (11 Wo.)US | R&B16 (44 Wo.)R&B | Erstveröffentlichung: 17. August 1993    |
| 1997 | All That I Am                    | — | UK26 (6 Wo.)UK | US13 Platin · (46 Wo.)US | R&B4 (58 Wo.)R&B | Erstveröffentlichung: 29. Juli 1997      |
| 2000 | My Name Is Joe                   | DE58 (7 Wo.)DE | UK46 (7 Wo.)UK | US2 ×3Dreifachplatin · (60 Wo.)US                                                                                                 | R&B1 (61 Wo.)R&B | Erstveröffentlichung: 17. April 2000     |
| 2001 | Better Days                      | — | UK87 (5 Wo.)UK | US32 Gold · (26 Wo.)US | R&B3 (33 Wo.)R&B | Erstveröffentlichung: 11. Dezember 2001  |
| 2003 | An Then...                       | DE90 (1 Wo.)DE | UK73 (5 Wo.)UK | US26 Gold · (19 Wo.)US | R&B4 (31 Wo.)R&B | Erstveröffentlichung: 2. Dezember 2003   |
| 2007 | Ain’t Nothin’ Like Me            | — | UK25 (4 Wo.)UK | US2 (12 Wo.)US | R&B1 (46 Wo.)R&B | Erstveröffentlichung: 20. April 2007     |
| 2008 | Joe Thomas, New Man              | — | UK90 (1 Wo.)UK | US8 (9 Wo.)US | R&B3 (39 Wo.)R&B | Erstveröffentlichung: 23. September 2008 |
| 2009 | Signature                        | — | — | US7 (10 Wo.)US | R&B2 (56 Wo.)R&B | Erstveröffentlichung: 14. Juli 2009      |
| 2010 | Home Is the Essence of Christmas | — | — | — | — | Erstveröffentlichung: 2. November 2010   |
| 2011 | The Good, the Bad, the Sexy      | — | — | US8 (5 Wo.)US | R&B2 (19 Wo.)R&B | Erstveröffentlichung: 18. Oktober 2011   |
| 2013 | Doubleback: Evolution of R&B     | — | — | US6 (9 Wo.)US | R&B4 (20 Wo.)R&B | Erstveröffentlichung: 2. Juli 2013       |
| 2014 | Bridges                          | — | — | US17 (5 Wo.)US | R&B3 (15 Wo.)R&B | Erstveröffentlichung: 24. Juni 2014      |
| 2016 | My Name Is JoeThomas             | — | — | US17 (3 Wo.)US | R&B2 (10 Wo.)R&B | Erstveröffentlichung: 11. November 2016  |

### Kompilationen
| Jahr | Titel         | Höchstplatzierung, Gesamtwochen, AuszeichnungChartplatzierungen (Jahr, Titel, Platzierungen, Wochen, Auszeichnungen, Anmerkungen) | Höchstplatzierung, Gesamtwochen, AuszeichnungChartplatzierungen (Jahr, Titel, Platzierungen, Wochen, Auszeichnungen, Anmerkungen) | Höchstplatzierung, Gesamtwochen, AuszeichnungChartplatzierungen (Jahr, Titel, Platzierungen, Wochen, Auszeichnungen, Anmerkungen) | Anmerkungen                            |
| Jahr | Titel         | UK | US | R&B | Anmerkungen                            |
| ---- | ------------- | --- | --- | --- | -------------------------------------- |
| 2008 | Greatest Hits | UK— SilberUK | US125 (1 Wo.)US | R&B12 (13 Wo.)R&B | Erstveröffentlichung: 10. Oktober 2008 |
| 2012 | S.O.U.L.: Joe | — | — | R&B52 (18 Wo.)R&B | Erstveröffentlichung: 29. Mai 2012     |

### EPs
| Jahr | Titel                               | Höchstplatzierung, Gesamtwochen, AuszeichnungChartplatzierungen (Jahr, Titel, Platzierungen, Wochen, Auszeichnungen, Anmerkungen) | Höchstplatzierung, Gesamtwochen, AuszeichnungChartplatzierungen (Jahr, Titel, Platzierungen, Wochen, Auszeichnungen, Anmerkungen) | Anmerkungen                            |
| Jahr | Titel                               | US | R&B | Anmerkungen                            |
| ---- | ----------------------------------- | --- | --- | -------------------------------------- |
| 2009 | Make Sure You’re Home for Christmas | US52 (2 Wo.)US | R&B16 (8 Wo.)R&B | Erstveröffentlichung: 13. Oktober 2009 |
| 2010 | iTunes Live from SoHo               | — | R&B48 (1 Wo.)R&B | Erstveröffentlichung: 29. Juni 2010    |

### Singles als Leadmusiker
| Jahr | Titel Album                                      | Höchstplatzierung, Gesamtwochen, AuszeichnungChartplatzierungen (Jahr, Titel, Album, Platzierungen, Wochen, Auszeichnungen, Anmerkungen) | Höchstplatzierung, Gesamtwochen, AuszeichnungChartplatzierungen (Jahr, Titel, Album, Platzierungen, Wochen, Auszeichnungen, Anmerkungen) | Höchstplatzierung, Gesamtwochen, AuszeichnungChartplatzierungen (Jahr, Titel, Album, Platzierungen, Wochen, Auszeichnungen, Anmerkungen) | Höchstplatzierung, Gesamtwochen, AuszeichnungChartplatzierungen (Jahr, Titel, Album, Platzierungen, Wochen, Auszeichnungen, Anmerkungen) | Höchstplatzierung, Gesamtwochen, AuszeichnungChartplatzierungen (Jahr, Titel, Album, Platzierungen, Wochen, Auszeichnungen, Anmerkungen) | Höchstplatzierung, Gesamtwochen, AuszeichnungChartplatzierungen (Jahr, Titel, Album, Platzierungen, Wochen, Auszeichnungen, Anmerkungen) | Anmerkungen                                         | [↑]: gemeinsam behandelt mit vorhergehendem Eintrag; [←]: in beiden Charts platziert |
| Jahr | Titel Album                                      | DE | AT | CH | UK | US | R&B | Anmerkungen                                         |                                                                                      |
| ---- | ------------------------------------------------ | --- | --- | --- | --- | --- | --- | --------------------------------------------------- | ------------------------------------------------------------------------------------ |
| 1993 | I’m in Luv Everything                            | — | — | — | UK22 (4 Wo.)UK | US64 (13 Wo.)US | R&B10 (21 Wo.)R&B | Erstveröffentlichung: 13. Juli 1993                 |                                                                                      |
| 1993 | The One for Me Everything                        | — | — | — | UK34 (3 Wo.)UK | — | R&B39 (16 Wo.)R&B | Erstveröffentlichung: 16. November 1993             |                                                                                      |
| 1994 | All or Nothing Everything                        | — | — | — | UK56 (2 Wo.)UK | — | R&B33 (19 Wo.)R&B | Erstveröffentlichung: 22. Februar 1994              |                                                                                      |
| 1996 | All the Things (Your Man Won’t Do) All That I Am | — | — | — | UK34 (3 Wo.)UK | US11 Gold · (20 Wo.)US | R&B2 (36 Wo.)R&B | Erstveröffentlichung: 30. Januar 1996               |                                                                                      |
| 1997 | Don’t Wanna Be a Player All That I Am            | — | — | — | UK16 (3 Wo.)UK | US21 Gold · (20 Wo.)US | R&B5 (20 Wo.)R&B | Erstveröffentlichung: 15. April 1997                |                                                                                      |
| 1997 | The Love Scene All That I Am                     | — | — | — | UK22 (2 Wo.)UK | — | — | Erstveröffentlichung: 3. Juni 1997                  |                                                                                      |
| 1997 | Good Girls All That I Am                         | — | — | — | UK29 (3 Wo.)UK | — | — | Erstveröffentlichung: 11. November 1997             |                                                                                      |
| 1998 | All That I Am                                    | — | — | — | UK52 (2 Wo.)UK | — | — | Erstveröffentlichung: 31. März 1998                 |                                                                                      |
| 1998 | No One Else Comes Close All That I Am            | — | — | — | UK41 (2 Wo.)UK | — | — | Erstveröffentlichung: 1. April 1998                 |                                                                                      |
| 1999 | I Wanna Know My Name Is Joe                      | — | — | — | UK37 Silber · (2 Wo.)UK | US4 (44 Wo.)US | R&B2 (57 Wo.)R&B | Erstveröffentlichung: 1999                          |                                                                                      |
| 2000 | Treat Her Like a Lady My Name Is Joe             | — | — | — | UK60 (2 Wo.)UK | US63 (17 Wo.)US | R&B15 (32 Wo.)R&B | Erstveröffentlichung: 22. Mai 2000                  |                                                                                      |
| 2001 | Stutter My Name Is Joe                           | DE12 (10 Wo.)DE | AT62 (6 Wo.)AT | CH14 (11 Wo.)CH | UK7 (8 Wo.)UK | US1 Gold · (26 Wo.)US | R&B1 (29 Wo.)R&B | Erstveröffentlichung: 2. Januar 2001 feat. Mystikal |                                                                                      |
| 2001 | Let’s Stay Home Tonight Better Days              | — | — | — | UK29 (2 Wo.)UK | US68 (12 Wo.)US | R&B18 (20 Wo.)R&B | Erstveröffentlichung: 11. Dezember 2001             |                                                                                      |
| 2002 | What If a Woman Better Days                      | — | — | — | UK53 (2 Wo.)UK | US63 (16 Wo.)US | R&B21 (27 Wo.)R&B | Erstveröffentlichung: 19. Februar 2002              |                                                                                      |
| 2003 | More & More An Then...                           | DE62 (4 Wo.)DE | — | — | UK12 (7 Wo.)UK | US48 (20 Wo.)US | R&B15 (29 Wo.)R&B | Erstveröffentlichung: 8. September 2003             |                                                                                      |
| 2004 | Ride wit U An Then...[DE: ↑]                     | DE62 (4 Wo.)DE | — | —[UK: ↑] | UK12 (7 Wo.)UK | US56 (14 Wo.)US | R&B22 (20 Wo.)R&B | Erstveröffentlichung: 8. März 2004 feat. G-Unit     |                                                                                      |
| 2004 | Priceless An Then...                             | — | — | — | — | — | R&B72 (14 Wo.)R&B | Erstveröffentlichung: 16. Mai 2004                  |                                                                                      |
| 2006 | Where You At Ain’t Nothin’ Like Me               | — | — | — | — | — | R&B79 (13 Wo.)R&B | Erstveröffentlichung: 13. Juni 2006 feat. Papoose   |                                                                                      |
| 2007 | If I Was Your Man Ain’t Nothin’ Like Me          | — | — | — | — | US84 (2 Wo.)US | R&B19 (36 Wo.)R&B | Erstveröffentlichung: 24. April 2007                |                                                                                      |
| 2007 | My Love –                                        | — | — | — | — | — | R&B35 (29 Wo.)R&B | Erstveröffentlichung:                               |                                                                                      |
| 2008 | E.R. (Emergency Room) Joe Thomas, New Man        | — | — | — | — | — | R&B32 (20 Wo.)R&B | Erstveröffentlichung: 15. Juli 2008                 |                                                                                      |
| 2008 | Why Just Be Friends Joe Thomas, New Man          | — | — | — | — | — | R&B85 (4 Wo.)R&B | Erstveröffentlichung: 30. Juli 2008                 |                                                                                      |
| 2008 | We Need to Roll Joe Thomas, New Man              | — | — | — | — | — | R&B55 (16 Wo.)R&B | Erstveröffentlichung: 2008                          |                                                                                      |
| 2009 | Majic Signature                                  | — | — | — | — | — | R&B57 (16 Wo.)R&B | Erstveröffentlichung: 11. Juni 2009                 |                                                                                      |
| 2010 | Worst Case Scenario Signature                    | — | — | — | — | — | R&B52 (17 Wo.)R&B | Erstveröffentlichung: 19. Januar 2010               |                                                                                      |
| 2011 | Closer –                                         | — | — | — | — | — | R&B50 (20 Wo.)R&B | Erstveröffentlichung: 2011                          |                                                                                      |
| 2011 | Dear Joe The Good, The Bad, The Sexy             | — | — | — | — | — | R&B71 (6 Wo.)R&B | Erstveröffentlichung: 2011                          |                                                                                      |

Weitere Singles
- 2011: Losing
- 2013: I’d Rather Have a Love
- 2014: Love & Sex
- 2015: If You Lose Her
- 2016: So I Can Have You Back
- 2017: Lean Into It
- 2018: Don't Lock Me Out
- 2019: Lay You Down

### Singles als Gastmusiker
| Jahr | Titel Album                           | Höchstplatzierung, Gesamtwochen, AuszeichnungChartplatzierungen (Jahr, Titel, Album, Platzierungen, Wochen, Auszeichnungen, Anmerkungen) | Höchstplatzierung, Gesamtwochen, AuszeichnungChartplatzierungen (Jahr, Titel, Album, Platzierungen, Wochen, Auszeichnungen, Anmerkungen) | Höchstplatzierung, Gesamtwochen, AuszeichnungChartplatzierungen (Jahr, Titel, Album, Platzierungen, Wochen, Auszeichnungen, Anmerkungen) | Höchstplatzierung, Gesamtwochen, AuszeichnungChartplatzierungen (Jahr, Titel, Album, Platzierungen, Wochen, Auszeichnungen, Anmerkungen) | Höchstplatzierung, Gesamtwochen, AuszeichnungChartplatzierungen (Jahr, Titel, Album, Platzierungen, Wochen, Auszeichnungen, Anmerkungen) | Anmerkungen                                                                   |
| Jahr | Titel Album                           | DE | CH | UK | US | R&B | Anmerkungen                                                                   |
| ---- | ------------------------------------- | --- | --- | --- | --- | --- | ----------------------------------------------------------------------------- |
| 1998 | Still Not a Player Capital Punishment | — | — | UK86 Silber · (2 Wo.)UK | US24 (23 Wo.)US | R&B6 (29 Wo.)R&B | Erstveröffentlichung: 28. März 1998 Big Pun feat. Joe                         |
| 1998 | Faded Pictures Personal Conversation  | — | — | — | — | R&B3 (30 Wo.)R&B | Erstveröffentlichung: November 1998 Case feat. Joe                            |
| 1999 | Thank God I Found You Rainbow         | DE28 (9 Wo.)DE | CH17 (13 Wo.)CH | UK10 (12 Wo.)UK | US1 Gold · (20 Wo.)US | R&B1 (23 Wo.)R&B | Erstveröffentlichung: 15. November 1999 Mariah Carey mit Joe feat. 98 Degrees |
| 2000 | Listen to Your Man The Game           | — | — | — | — | R&B41 (20 Wo.)R&B | Erstveröffentlichung: 2000 Chico DeBarge feat. Joe                            |
| 2000 | Coming Back Home Love & Freedom       | — | — | — | — | R&B61 (18 Wo.)R&B | Erstveröffentlichung: 2000 BeBe Winans feat. Brian McKnight & Joe             |
| 2002 | More Than a Woman Mahogany Soul       | — | — | — | — | R&B63 (20 Wo.)R&B | Erstveröffentlichung: 24. September 2002 mit Angie Stone                      |
| 2004 | Wanna Get to Know You Bef for Mercy   | — | CH20 (10 Wo.)CH | UK27 (5 Wo.)UK | — | R&B10 (26 Wo.)R&B | Erstveröffentlichung: 13. Januar 2004 G-Unit feat. Joe                        |
| 2004 | Not Your Average Joe –                | — | — | — | — | R&B63 (18 Wo.)R&B | Erstveröffentlichung: 2004 Joe Budden feat. DJ Kayslay, Fat Joe & Joe         |
| 2005 | Curious Thoughts of a Predicate Felon | — | — | — | — | R&B85 (5 Wo.)R&B | Erstveröffentlichung: 18. Juli 2005 Tony Yayo feat. Joe                       |
| 2010 | Test Drive Ridin’ Solo                | — | — | — | — | R&B58 (20 Wo.)R&B | Erstveröffentlichung: 2010 Keith Sweat feat. Joe                              |

Weitere Gastbeiträge
- 2014: Big Rich Town (50 Cent feat. Joe, UK: Silber)

## Auszeichnungen für Musikverkäufe
| Goldene Schallplatte - Niederlande - 2000: für das Album All That I Am | Platin-Schallplatte - Kanada - 2001: für das Album My Name Is Joe |

Anmerkung: Auszeichnungen in Ländern aus den Charttabellen bzw. Chartboxen sind in ebendiesen zu finden.
| Land/RegionAuszeichnungen für Musikverkäufe (Land/Region, Auszeichnungen, Verkäufe, Quellen) | Silber     | Gold     | Platin     | Verkäufe  | Quellen         |
| -------------------------------------------------------------------------------------------- | ---------- | -------- | ---------- | --------- | --------------- |
| Kanada (MC)                                                                                  | —          | —        | Platin1    | 100.000   | musiccanada.com |
| Niederlande (NVPI)                                                                           | —          | Gold1    | —          | 40.000    | nvpi.nl         |
| Vereinigte Staaten (RIAA)                                                                    | —          | 6× Gold6 | 4× Platin4 | 7.000.000 | riaa.com        |
| Vereinigtes Königreich (BPI)                                                                 | 4× Silber4 | —        | —          | 660.000   | bpi.co.uk       |
| Insgesamt                                                                                    | 4× Silber4 | 7× Gold7 | 5× Platin5 |           |                 |